# خشم بیگانه
خشم بیگانه یک بازی ویدئویی تیراندازی اول شخص است، که در سال ۲۰۱۳ برای مایکروسافت ویندوز، ایکس باکس ۳۶۰ و پلی استیشن ۳ توسط سی‌آی گیمز توسعه و انتشار یافته‌است. این بازی با با موتور گرافیکی آنریل انجین ۳ توسعه یافته‌است. این بازی دارای دو حالت تک نفره و چندنفره است. درحالت تک نفره این بازی، بازیکن کنترل یک سرباز نخبه به نام جک را به دست می‌گیرد که چندی قبل، خانواده اش توسط آدم فضایی‌ها کشته شده‌است و او برای نابودی بیگانگان فرستاده شده.
این بازی که در آوریل ۲۰۱۲ با نام ترس بیگانه معرفی شد، در ماه می سال بعد تغییر نام داد. این بازی در ۲۴ سپتامبر ۲۰۱۳ برای ویندوز، ۱۸ اکتبر ۲۰۱۳ برای ایکس باکس ۳۶۰ و ۲۱ اکتبر ۲۰۱۳ برای پلی استیشن ۳ منتشر شد. خشم بیگانه پس از انتشار با نقدهای متفاوتی روبرو شد و منتقدان معتقد بودند این بازی پراز اشکالات کوچک و بزرگ است.

## گیم پلی
خشم بیگانه یک بازی تیراندازی اول شخص است. که در آن بازیکنان در چندین لول مختلف مبارزه می‌کنند و انواع بیگانگان را می‌کشند. در پایان هر لول، بازیکنان با یک بیگانه بزرگ به اصطلاح باس فایت یا غول مرحله آخر بازی می‌کنند. بازیکنان با کشتن تعداد زیادی بیگانه ارتقاء لول و کشتن غول‌های مرحله آخر امتیاز دریافت می‌کنند. از این امتیازها می‌توان برای ارتقاء شخصیت بازیکن استفاده کرد، به عنوان مثال با افزایش مقاومت او در برابر آسیب یا افزایش مقدار مهماتی که او می‌تواند حمل کند. بازیکنان می‌توانند همزمان دو سلاح را حمل کنند و همچنین یک تپانچه با مهمات نامحدود داشته باشند. بازیکن میان، ارپیجی و مینی تفنگ از جمله سلاح‌های داخل بازی هستند. توسعه دهندگان بازی بازی را عمداً در سخت‌ترین حالت ممکن ساخته‌اند بطوریکه آسان‌ترین حالت بازی حالت (چالش‌برانگیز) است.
حالت چندنفره بازی شامل دث مچ است و بازی تعداد کمی نقشه دارد. همچنین گیم پلی که در تریلر بازی از آن رونمایی شده بود در بازی نبود.

### داستان
خشم بیگانه روی یک سیاره اتفاق می‌افتد که انسان‌ها و یک گونه بیگانه به نام وروس به‌طور مشترک برای استخراج پرومتیم، یک منبع انرژی بسیار کارآمد، همکاری می‌کنند. پس از اینکه وروس‌ها به انسان‌ها خیانت کردند و انسان‌ها را از بین بردند، جک، شخصیت بازیکن، به مرکز استخراج فرستاده می‌شود تا بیگانگان را بکشد و تأسیسات را نابود کند.

## توسعه
خشم بیگانه اولین بار در اوایل آوریل ۲۰۱۲ با نام ترس بیگانه معرفی شد. این بازی با استفاده از آنریل انجین۳ توسط استودیو سی‌آی گیمز ساخته شده و حالت گیم پلی مشترک (co-op) داشته باشد. اولین تصاویر از بازی در ژوئن ۲۰۱۲ منتشر شد. در می ۲۰۱۳ نام بازی به خشم بیگانه تغییر یافت و دو ماه بعد اعلام شد که بازی در ۲۴ سپتامبر ۲۰۱۳ بر روی رایانه شخصی، اکس باکس ۳۶۰ و پلی استیشن ۳ منتشر خواهد شد.

## بازخوردها
| گردآورنده  | امتیاز                                   |
| ---------- | ---------------------------------------- |
| گیم‌رنکینگز | (PC) 55.60% (360) 47.56% (PS3) 30.00%[A] |
| متاکریتیک  | (PC) ۵۲ (360) 46 [B]                     |

| ناشر                   | امتیاز |
| ---------------------- | ------ |
| دستراکتید              | ۳/۱۰   |
| گیم‌اسپات               | ۵/۱۰   |
| آی‌جی‌ان                 | ۴٫۴/۱۰ |
| اواکس‌ام (ایالات متحده) | ۴/۱۰   |

خشم بیگانه پس از انتشار نقدهای ضعیفی دریافت کرد. در متاکریتیک، نسخه ویندوزی بازی بر اساس ۲۷ نقد، میانگین امتیاز ۵۲ از ۱۰۰ را دریافت کرد، همچنین نسخه اکس‌باکس ۳۶۰ بر اساس ۱۰ نقد، امتیاز ۴۶ را دریافت کرد. [B]